# Oakham (Rutland)
Oakham è un paese di 10 922 abitanti, capoluogo della contea del Rutland, in Inghilterra.

## Luoghi di interesse
Le attrazioni turistiche di Oakham includono la Chiesa di Ognissanti e il Castello di Oakham. Un'altra caratteristica popolare e storica è il mercato all'aperto che si tiene nella piazza del mercato della città ogni mercoledì e sabato.

## Infrastrutture e trasporti
La linea ferroviaria Birmingham - Stansted Airport attraversa la città, fornendo collegamenti con Birmingham, Leicester, Peterborough, Cambridge e l'aeroporto di Stansted. La stazione di Oakham è posizionata approssimativamente a metà strada tra la stazione ferroviaria di Peterborough e la stazione ferroviaria di Leicester. Ci sono anche due servizi diretti per Londra St Pancras e un servizio di ritorno da London St Pancras. Oakham si trova sulla A606 tra Melton Mowbray e Stamford. Il 10 gennaio 2007, la tangenziale A606 ha aperto il traffico di deviazione dal centro della città.

## In Letteratura
Il villaggio di Oakham è il luogo in cui è ambientato il romanzo di Samantha Harvey "Vento dell'ovest" (titolo originale: The Western Wind), pubblicato nel 2018.